# Sarcocaulon mossamedense
Sarcocaulon mossamedense là một loài thực vật có hoa trong họ Mỏ hạc. Loài này được (Welw. ex Oliv.) Hiern miêu tả khoa học đầu tiên năm 1896.